# Seo Yoon-hee
Seo Yoon-hee (kor. 서윤희; * 10. November 1984) ist eine Badmintonspielerin aus Südkorea.

## Sportliche Karriere
Seo nahm an den Olympischen Sommerspielen 2004 teil und wurde dabei Neunte im Dameneinzel. Zuvor hatte sie 2001 bei der Asienmeisterschaft der Junioren Silber im Einzel gewonnen. 2005 wurde sie Zweite bei den Chinese Taipei Open.

## Sportliche Erfolge
| Saison | Veranstaltung               | Disziplin   | Platz | Name         |
| ------ | --------------------------- | ----------- | ----- | ------------ |
| 2001   | Junioren-Asienmeisterschaft | Dameneinzel | 2     | Seo Yoon-hee |
| 2004   | Olympia                     | Dameneinzel | 9     | Seo Yoon-hee |
| 2005   | Chinese Taipei Open         | Dameneinzel | 2     | Seo Yoon-hee |